# Barleria aristata
Barleria aristata är en akantusväxtart som beskrevs av I.Darbysh.. Barleria aristata ingår i släktet Barleria och familjen akantusväxter. Inga underarter finns listade i Catalogue of Life.